# Eugenia pleurantha
Eugenia pleurantha är en myrtenväxtart som beskrevs av Otto Karl Berg. Eugenia pleurantha ingår i släktet Eugenia och familjen myrtenväxter. Inga underarter finns listade i Catalogue of Life.